# Godshuis Onze-Lieve-Vrouw van Bijstand

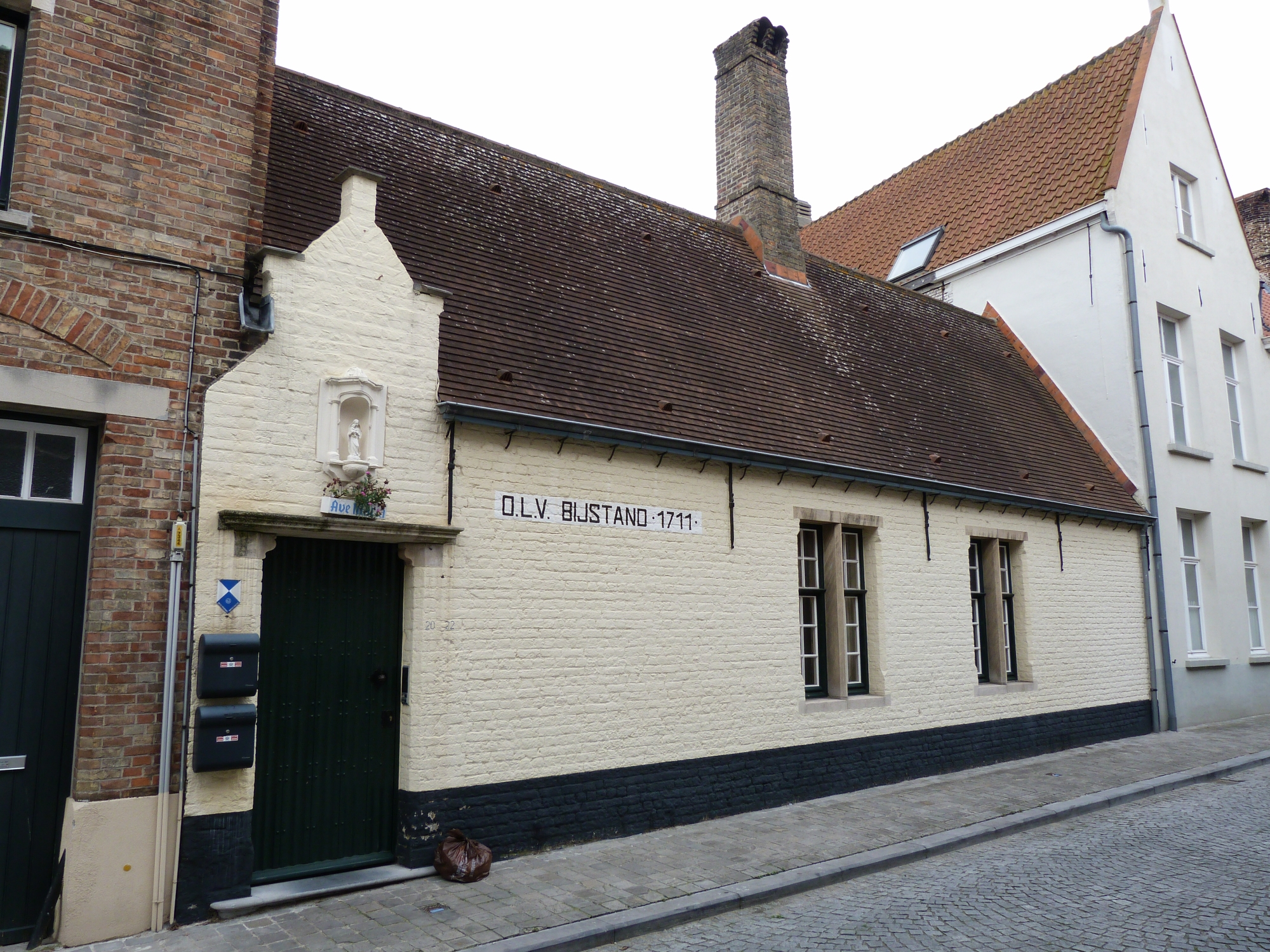
Het godshuis Onze-Lieve-Vrouw van Bijstand.

Onze-Lieve-Vrouw van Bijstand is een godshuis in Brugge.

## Geschiedenis
In 1690 stichtte Pieter De Clerck (†Brugge, 16 mei 1711) samen met zijn vrouw Constance Vandewalle het godshuis Onze-Lieve-Vrouw van Bijstand.
Enkele weken voor zijn overlijden stichtte hij het godshuis Onze-Lieve-Vrouw van Bijstand in Rozendal en het godshuis Onze-Lieve-Vrouw Boodschap of de Zeven Blijdschappen van Maria in het Zakske. Het eerste godshuis was goed voor zes woningen voor arme bejaarde vrouwen, waarbij ook een kapel werd gebouwd. Hij had het godshuis minstens in 1690 op eigen grond gebouwd, om pas in 1711 over te gaan tot het schenken ervan.
Het ging oorspronkelijk om vier lage huisjes met blinde muur aan de straatkant en op de kleine binnentuin de kapel geflankeerd door twee huisjes, toegankelijk langs een barok poortje en een overwelfde gang. 
In 1796 werd het godshuis eigendom van de Commissie van Burgerlijke Godshuizen.
In 1993-1994 werd een consoliderende restauratie uitgevoerd en werden de huisjes aan de straatkant gereduceerd tot twee ruimere woningen.
Het godshuis is beschermd als monument sinds 1998.